# 赵鹏 (商业人士)
赵鹏是一位出生在北京市的华裔美国人，现为Citadel Securities（城堡证券）的首席执行官。

## 生平
赵鹏出生于中华人民共和国的首都北京，於1993年至1997年就讀於北京八中少年班，並於1997年考入北京大學並于2001年獲得應用數學學士學位。后留学美国，2006年獲得加州大學柏克萊分校統計學博士學位。
在加入Citadel之前，趙鵬曾是雷曼兄弟的暑期助理，並且是 Evnine & Associates 的定量研究員。
趙鵬於2006年加入Citadel，擔任量化研究員。
2016年7月，Citadel宣佈時任微軟營運官凯文·图纳（B. Kevin Turner）加入該公司擔任執行長。此時，專門為時任全球做市主管的趙鵬設立了一個新職位，即首席科學家。
加入5個月後，图纳離開了Citadel證券，2017年1月27日，34 歲的趙鵬晉升為首席執行官（CEO）。

## 事业

### 对华关系
趙是美中關係全國委員會主任。他是非營利倡導和反歧視組織亞裔美國人基金會 (TAAF) 的創始董事會成員，該組織成立於2021年。
2019年，趙入選《財富》雜誌40位40歲以下菁英人物名單。

### 慈善事业
趙和他的妻子 Cherry Chen 在2020年冠狀病毒大流行期間組織了向芝加哥急救人員捐贈100萬個外科口罩。這對夫婦是獲獎紀錄片《寻找莹颖》的聯合執行製片人。趙和陳也資助了 Victor Wong Fellowship，這是一個與芝加哥第二城剧团相關的項目，旨在培訓和指導 AAPI 社區（亚太地区美国人，Asian American and Pacific Islanders）有抱負的喜劇演員。